# Frieden von Wien (1606)

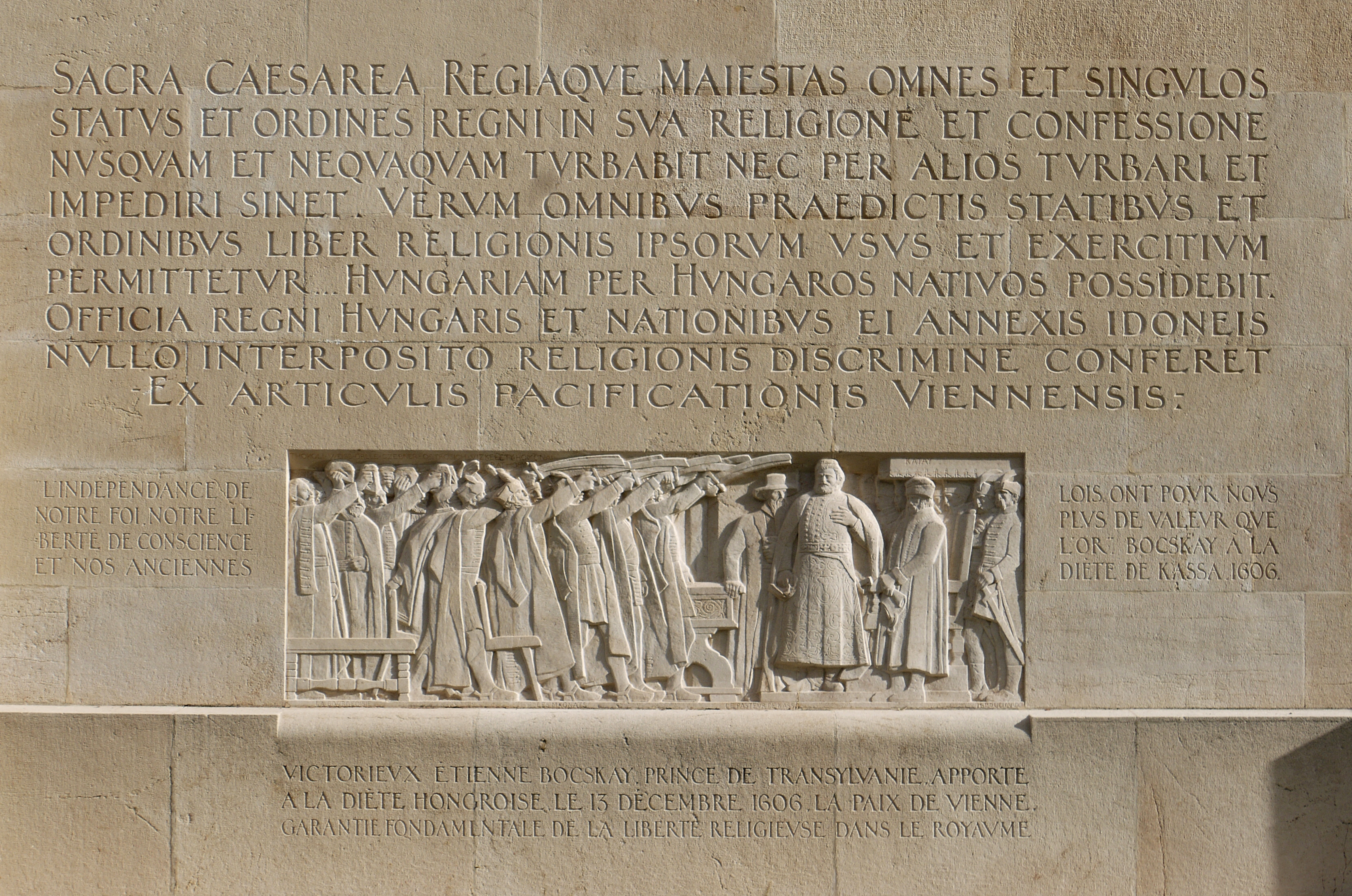
Die ersten Zeilen des Friedensvertrags, Reformationsdenkmal (Genf).

Der Frieden von Wien vom 23. Juni 1606 war ein Friedensschluss zwischen dem ungarischen Adligen Stephan Bocskai, Fürst von Siebenbürgen,  und dem habsburgischen späteren römisch-deutschen Kaiser, dem damaligen Erzherzog Matthias von Österreich. Er beendete den von Bocskai angeführten anti-habsburgischen Aufstand in Oberungarn 1605–1606.
Wichtigste Konzession Österreichs war, dass den calvinistischen und lutherischen Ungarn in Oberungarn, dem Königlichen Ungarn und in Siebenbürgen verfassungsrechtliche und konfessionelle Gleichstellung, d. h. Religionsfreiheit, zugestanden wurde. Zudem wurde Bocskai als Fürst von Siebenbürgen anerkannt und dem Fürstentum für die Zukunft die freie, unabhängige Wahl seines Fürsten gewährt.
Die ersten Zeilen dieses Wiener Friedensvertrags sind zu Beginn des 20. Jh. aufgrund ihrer Bedeutung insbesondere für die Calvinisten Ungarns und Siebenbürgens neben der Statue István Bocskais am Reformationsdenkmal in der Geburtsstadt des Calvinismus, Genf, verewigt worden. 